# Altstadt (Büdingen)
Plan der Gesamtanlage Altstadt
Beim Gleiten mit der Maus über die Karte erscheinen beschreibende Texte. Objekte, für die ein eigener Artikel vorhanden ist, sind mit einem * markiert und direkt per Klick erreichbar.

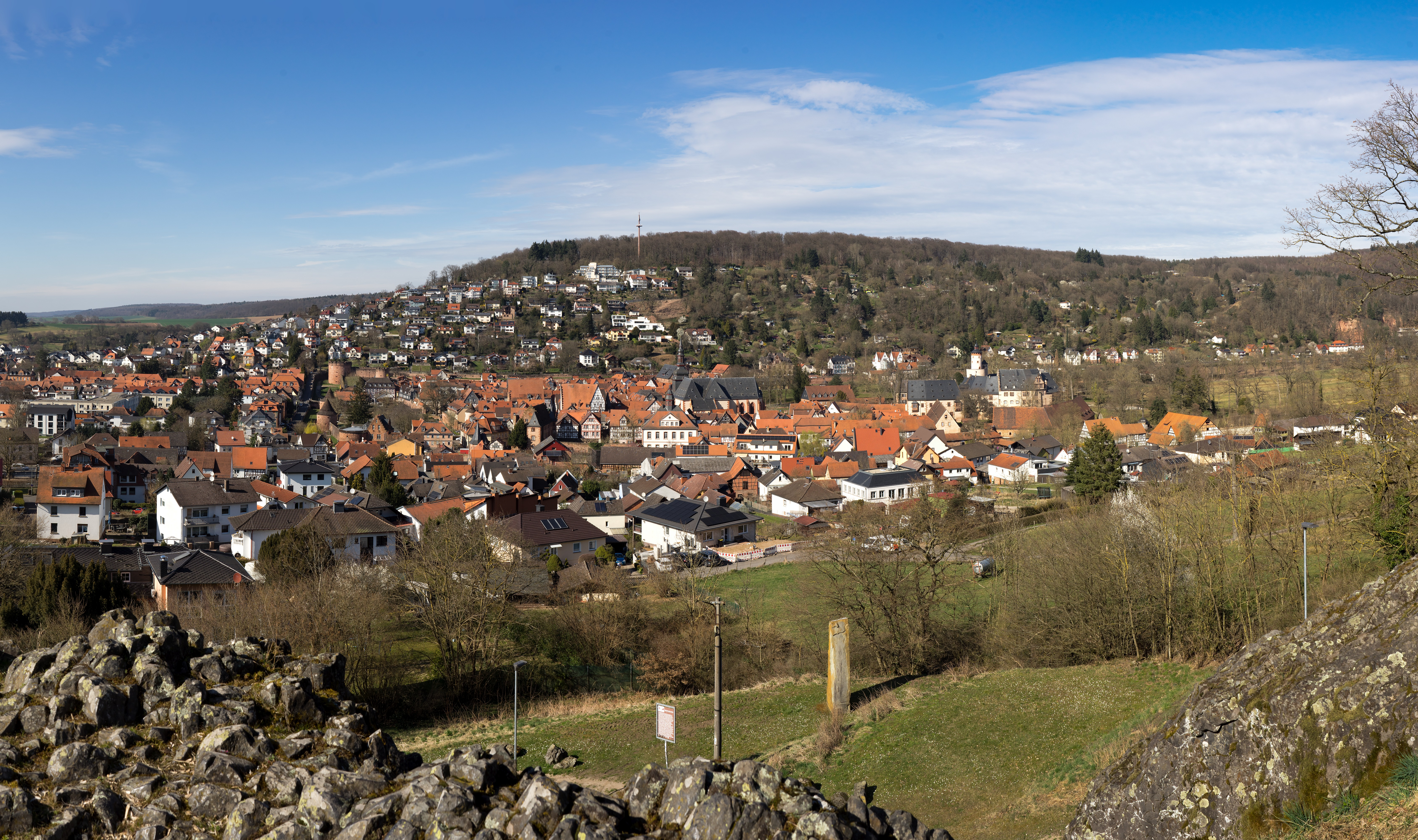
Blick vom Wilden Stein auf die Altstadt von Büdingen

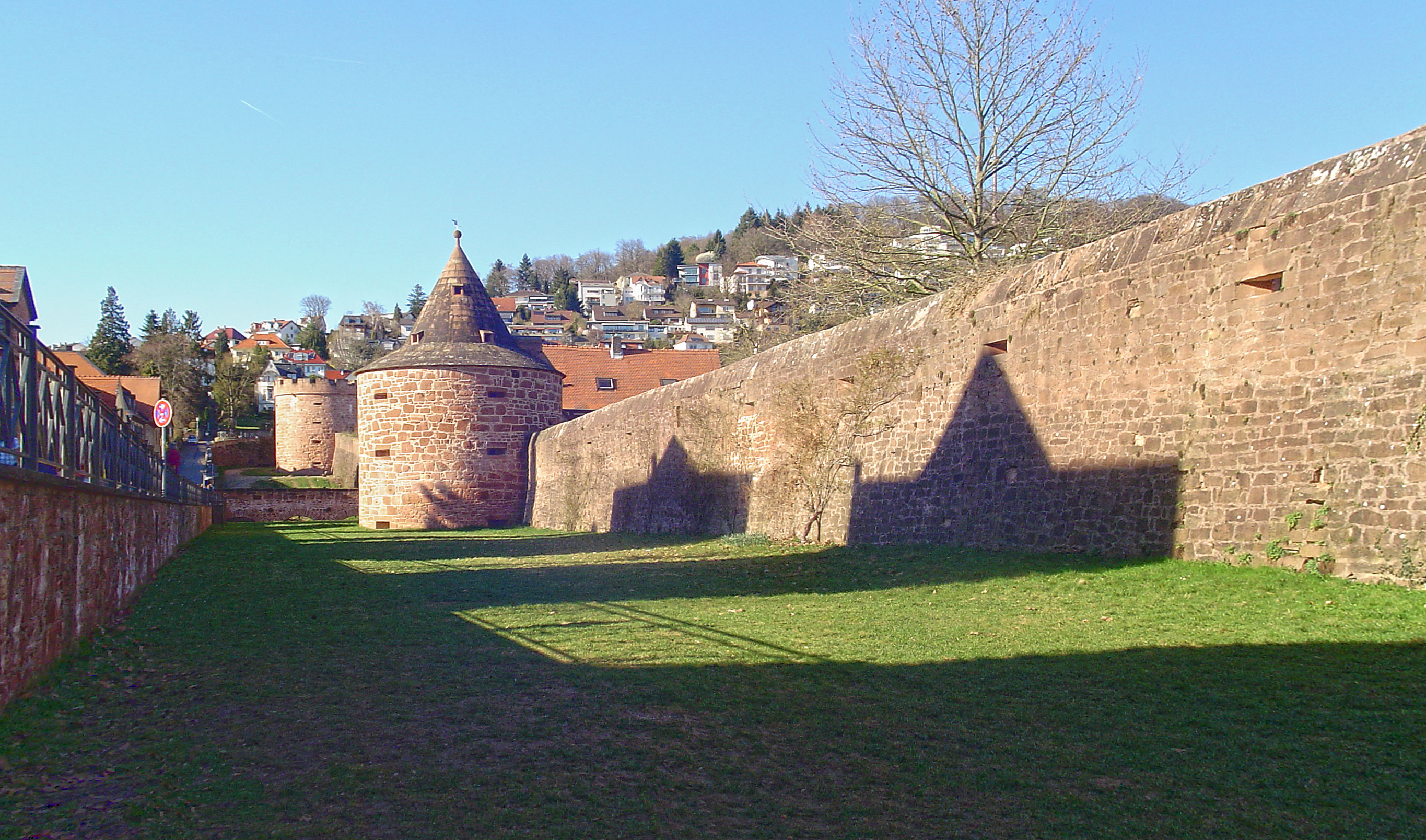
Stadtmauer mit Türmen

Die Altstadt von Büdingen umfasst siedlungsgeschichtlich die beiden im Mittelalter westlich der Burg auf planmäßigem Grundriss entstandenen Ansiedlungen der Altstadt und der Neustadt. Die beiden seit 1428 zu einer Stadt vereinigten Teile der Bürgerstadt wurden zwischen 1490 und 1503 durch Graf Ludwig II. von Ysenburg (1461–1511) mit einer – heute noch klar erkennbaren – Befestigungsanlage umgeben. Innerhalb dieser Struktur finden sich neben mehreren feudalen Wohnbauten des Hauses Ysenburg und Sakralgebäuden eine einmalig geschlossen erhaltene Ansammlung von Handwerker-, Ackerbürger- und Burgmannenhäusern.

Wegen ihrer wissenschaftlichen, geschichtlichen und künstlerischen Bedeutung steht die Altstadt als Gesamtanlage unter Denkmalschutz.

## Abgrenzung
Die Gesamtanlage Altstadt wird begrenzt durch den Weg Am Gebück, im Osten durch den Damm am Oberhof, durch Teile der Stadtmauer und entlang der Parzellengrenze dem Verlauf der Vorburg folgend entlang des Marstalls in südlicher Richtung bis zum Seemenbach, im Süden durch den Seemenbach einschließlich der Mühltorbrücke bis zum Lohsteg und im Westen dem Lohsteg folgend am Untertor vorbei einschließlich des Stadtgrabens und dem Weg Am Rosenkränzchen entlang einschließlich des Hirschgrabens zurück bis zum Weg Am Gebück.

## Geschichte
Die Entwicklung der Stadt Büdingen nahm ihren Ausgang von der Wasserburg, die Mitte des 12. Jahrhunderts durch den Edelfreien Hartmann von Büdingen errichtet wurde. Mit ihrem Bau verlagerte sich der Siedlungskern im Tal des Seemenbaches von der um 1000 entstandenen Remigiuskirche nach Osten. Im Schutz der Burg entwickelten sich an ihrer südwestlichen Seite zu beiden Seiten des Flusslaufs Ansiedlungen: auf dem rechten Ufer, im Bereich der heutigen Schloßgasse, die der Burgmannen, auf dem linken Ufer am Rand des Reichsforstes, im Bereich der heutigen Kellergasse, die der Waldleute. Bereits 1321 wurde diese Ansiedlung als Stadt bezeichnet. Am 26. Juli 1330 verlieh Kaiser Ludwig der Bayer Luther von Ysenburg, dem Herrn zu Büdingen, für seine Stadt das Marktrecht und um 1350 war die Befestigung aus einem System von Wällen, Gräben, einer Stadtmauer und Tortürmen fertiggestellt.
Da die Altstadt die sprunghaft ansteigende Bevölkerung nicht mehr aufnehmen konnte, entstand bereits Mitte des 14. Jahrhunderts in nördlicher Richtung zum Hang hin und durch einen Damm von der Altstadt getrennt eine neue Ansiedlung. Sie war überwiegend von Handwerkern bewohnt. Ebenso wie in der Altstadt erfolgte ihre Anlage planmäßig mit rechtwinklig aufeinander zulaufenden Gassen. Etwa von 1390 an war auch sie von einer Befestigungsanlage umgeben und erhielt in dieser Zeit die gleichen Rechte wie die Altstadt.
1428 wurden Altstadt und Neustadt zu einer Stadt vereint und Ludwig II. von Ysenburg ließ ab 1490 eine gemeinsame Befestigungsanlage errichten. Vermutlich mit Kenntnissen vom Festungsbau in Italien entstand ein unter fortifikatorischen Aspekten sehr modernes System eines zweischaligen Mauerrings, mächtigen Wällen und einem Wassergraben, in das die bereits bestehenden Anlagen zum Teil miteinbezogen wurden. Im Bau des Jerusalemer Tors fanden die Arbeiten 1503 ihren krönenden Abschluss. Erst über ein Jahrhundert später wurde mit der Einebnung des Dammes zwischen Altstadt und Neustadt auch die innere Einheit der Stadt baulich vollzogen. In der Folge verlagerte sich das öffentliche Leben weg vom Schlossplatz auf den an dieser zentral gelegenen Stelle neu entstandenen Marktplatz.
Bis zum Beginn des 18. Jahrhunderts blieb die Altstadt einziger Siedlungsschwerpunkt. Dann leitete Ernst Casimir I. von Ysenburg mit dem Bau der Vorstadt die erste Phase der Stadterweiterung ein.

## Beschreibung
Die über Jahrhunderte bestehende Herrschaft einer Familie und kaum spürbarer wirtschaftlicher Fortschritt während der Frühphasen der Industrialisierung im 19. Jahrhundert und zu Beginn des 20. Jahrhunderts führten dazu, dass das mittelalterliche Stadtgefüge Büdingens nahezu geschlossen erhalten geblieben ist.
Beide ursprünglichen Städte weisen den für Stadtgründungen der Stauferzeit typischen planmäßigen Grundriss auf. Diese Einheitlichkeit wurde durch die gemeinsame Befestigung von Altstadt und Neustadt am Ende des 15. Jahrhunderts verstärkt. Trotz des geschlossenen Erscheinungsbildes sind in Büdingen keine ausgesprochen lokalen Bautypen nachweisbar.
Aus der Ansammlung der meist in Fachwerk ausgeführten Bürger- und Handwerkerhäuser ragen die feudalen Wohnbauten des Hauses Ysenburg, die Liebfrauenkirche und zwei Gebäude öffentlicher Nutzung, das Rathaus und das Gasthaus zum Schwan – alle als massive Steinbauten errichtet – heraus.